# Hombori Tondo
O Hombori Tondo ou monte Hombori é um maciço rochoso, com cimo aplanado, que atinge os 1155 m de altitude e constitui o ponto mais elevado do Mali.
O Hombori é um prolongamento dos cantis de Bandiagara na Região de Mopti, muito perto da aldeia homónima de Hombori, e a uma distância de 100 km da cidade de Douentza. 
O Hombori contém jazidas arqueológicas, com várias grutas que foram habitadas há 2000 anos. A povoação que atualmente vive nas proximidades do Hombori pertence às etnias dogons e songais.
O Hombori constitui um lugar singular por estar o seu topo não ocupado por humanos durante milhares de anos. A ameaça principal para o ambiente está no crescente turismo atraído sobretudo pelo efeito "Dogon".

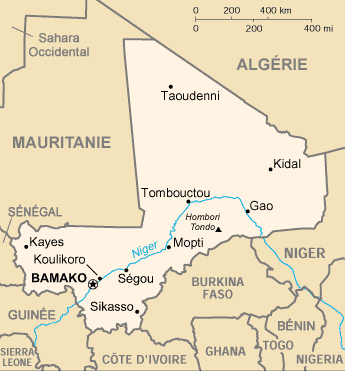
Localização do Hombori no centro-sul do Mali, a sul do rio Níger